# Mine de sel de Turda

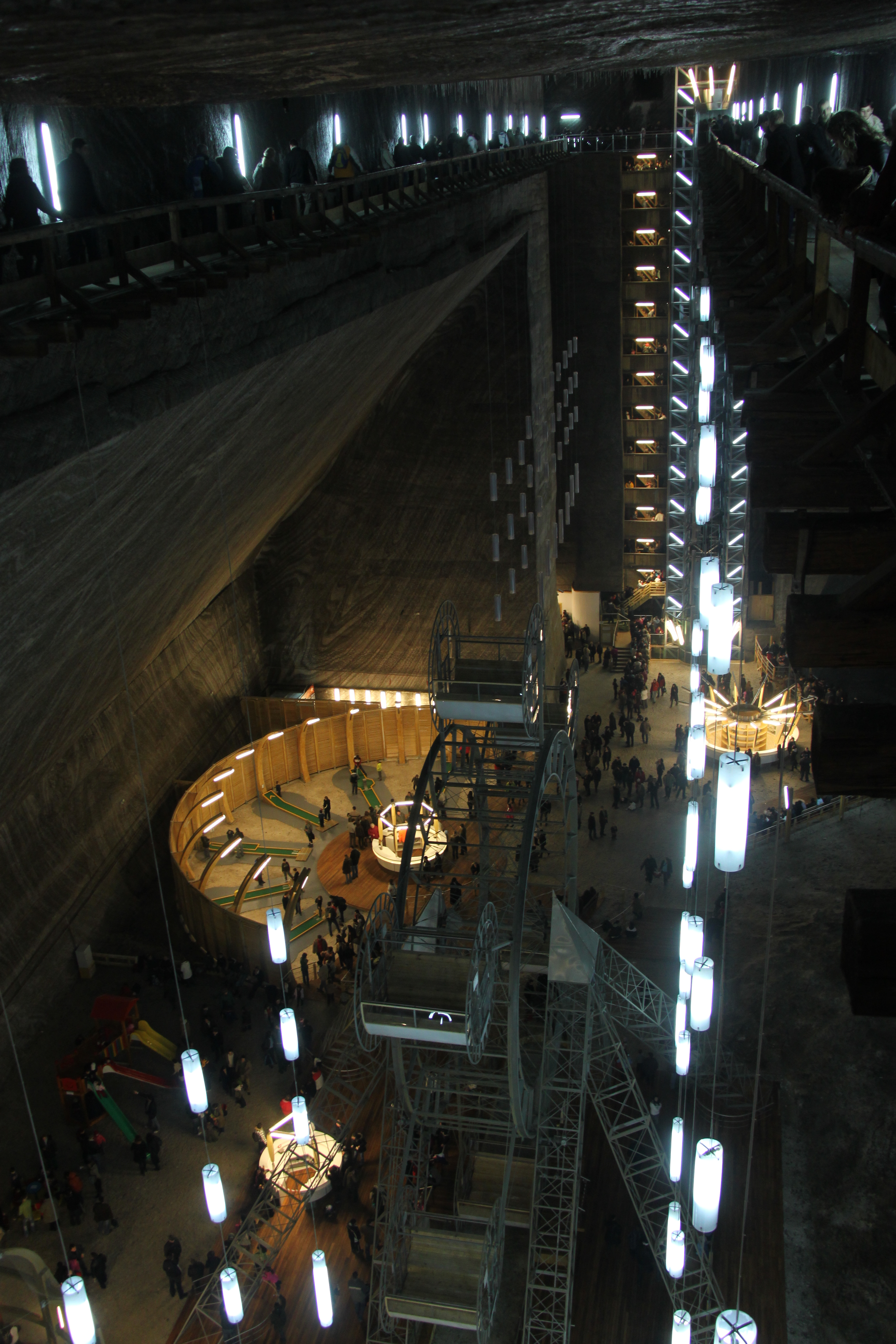
La mine de sel (vue d'ensemble de la grande salle Rudolf).

La « mine de sel de Turda » (en roumain : Salina Turda) est une ancienne mine de sel de Roumanie transformée en centre de loisirs et de santé qui se trouve dans le lieu-dit Durgău-Valea Sărată de Turda en Transylvanie. L'entrée dans la mine se fait soit dans le quartier de Turda Nouă par la rue Salinelor 54A (par la galerie d'accès « Franz Josef » longue de près d'un km — celle-ci est l'entrée secondaire), soit dans le centre touristique Salina-Durgău où se trouve l'entrée principale (3, Alea Durgău).

## Géologie
Les gisements de sel de Transylvanie (exploités systématiquement au cours de plusieurs siècles à Ocna Dejului, Cojocna, Turda, Ocna Mureș, Ocna Sibiului et à Praid) se sont formés il y a 13,5 millions d'années au fond d'une mer peu profonde et dans un climat tropical. La couche de sel s'étend partout dans le sous-sol du plateau transylvain, ayant une épaisseur moyenne de 400 mètres. Cependant, aux marges du plateau de la Transylvanie, la couche de sel peut atteindre plus de 1 000 mètres à cause de la déformation de la couche de sel sous la pression des sédiments déposés au centre du plateau. Parfois, aux marges du plateau transylvain (comme c'est le cas dans les localités déjà mentionnées), le sel surgit à la surface. À Turda la couche de sel peut atteindre une épaisseur de 1 200 mètres.

### Microclimat
À l'intérieur de la saline la température est constante tout au long de l'année et elle se situe entre 10 et 12 degrés Celsius. L'humidité est à 75-80 %.

## Histoire
L'exploitation du sel à Durgău-Turda a commencé avant la conquête romaine de la Dacie, les archéologues ayant trouvé des preuves matérielles datant de 50 av. J.-C. à 106 apr. J.-C. Les Romains (106-274 apr. J.-C.) ont exploité le sel à Durgău dans des chambres pyramidales profondes de 17-34 mètres et larges de 10-12 mètres. Ils ont exploité aussi le deuxième massif de sel de Turda, situé dans la zone de Băile Romane (les Bains Romaines) où se trouve actuellement le zoo de Turda ainsi que l'une des piscines publiques de la ville.
Dans la période médiévale, la première mention des gisements de sel de Turda est faite dans un document émis par la cour du roi de la Hongrie en
1075, où l'on fait mention de la douane des mines de sel de Turda (Torda), situées dans un lieu près de la rivière Arieș qui dicitur hungarice Aranas (Aranyos), latine autem Aureus (dans le lieu qui s'appelle Aranyos en hongrois, et Aureus en latin) .
Une autre mention des mines de sel de Durgău-Turda est faite le 1er mai 1271, quand le roi de Hongrie fait don de ces mines à la diocèse d'Alba Iulia (en hongrois : Gyulafehérvári Római Katolikus Érsekség).

### À l'époque de l'Autriche-Hongrie

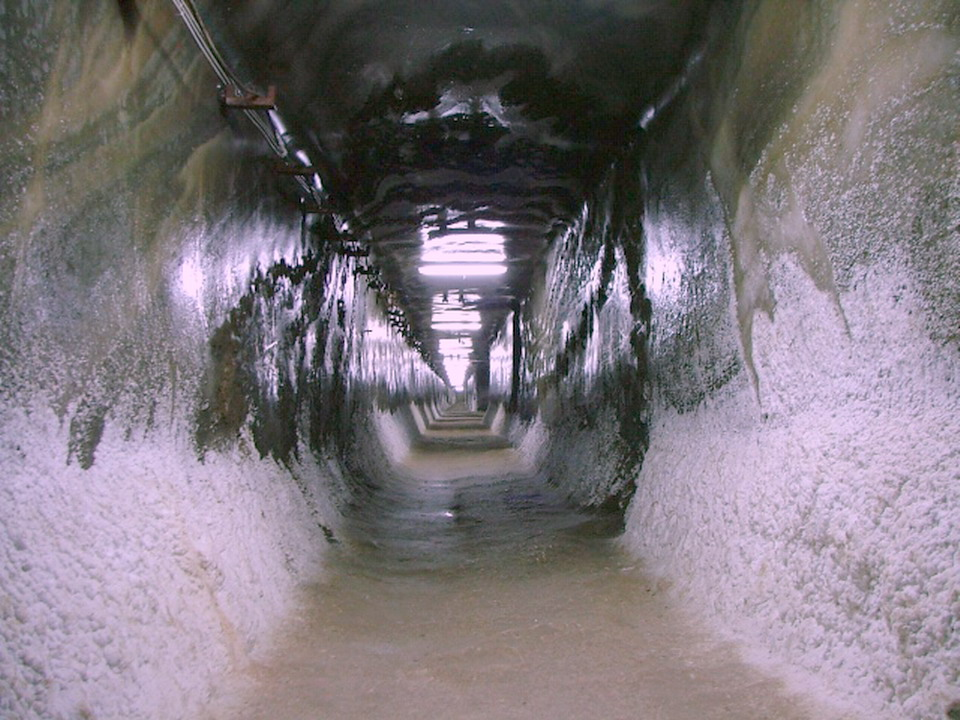
La partie en sel de la galerie Franz Josef.

Du XVe au  XVIIe siècle, il y avait quatre exploitations souterraines à Durgău : Mina Katalin, Mina Horizont , Mina Felsö-Akna  et Mina Joseph.
À la fin du XVIIe siècle, quand la principauté de Transylvanie a rejoint la couronne des Habsbourgs, les mines de sel de Durgău-Turda sont entrées sous l'administration directe des Autrichiens. Par conséquent, toutes les exploitations souterraines de Salina Turda ont reçu des noms princiers autrichiens : Mina Tereza de Marie-Thérèse (1717-1780) ; Mina Iosif de Joseph II (1741-1790) ; Galeria Franz Josef de Franz-Joseph (1830-1916) ; Mina Rudolf de Prinz Rudolf (1858-1889) ; Mina Ghizela de Prinzessin Gisela (1856-1932).
Du XVIIe au XIXe siècle, il y a eu 5 exploitations souterraines à Durgău : Mina Maria Tereza, Mina Anton (nommée probablement d'après Saint Antoine), Mina Clujeana/Kolozser, Mina Rudolf (renommée Mina Nicolae en 1889, après le suicide du Prinz Rudolf ; l'exploitation a repris le nom de Rudolph au XXe siècle) et Mina Ghizela.
En 1690, ont commencé les travaux à l'exploitation Mina Tereza, creusée en forme de cloche. Deux autres exploitations en forme de cloche s'ensuivirent (Anton et Clujeana/Kolozser), puis 2 exploitations à profil trapézoïdal (Rudolf et Ghizela).
Les premiers 780 mètres de la galerie d'accès Franz Josef ont été creusés de 1853 à 1870 (afin de faciliter le transport du sel à la surface par rails), puis, jusqu'à la fin du XIXe siècle, les travaux ont été poursuivis sur 317 mètres supplémentaires. La longueur finale de la galerie est de 917 mètres, dont 526 m creusés en roches stériles et 391 m en sel. Seulement 850 m de galerie sont ouverts au public (67 m étant inaccessibles).

### À l'époque moderne
L'exploitation du sel a été arrêtée en 1932.
Au cours de la Seconde Guerre mondiale, Salina Turda servit en tant qu'abri aux habitants de la ville. Pendant le régime communiste, la partie en roches stériles de la galerie d'accès Franz Josef a été brièvement utilisée en tant que cave d'affinage pour les fromages locaux. En 1992, Salina Turda a été ouverte au public dans un but touristique et curatif. Elle est ouverte tout au long de l'année, mais seulement les mines Iosif, Maria Tereza et Rudolf ainsi que la galerie Franz Josef sont accessibles au public. À l'intérieur l'on trouve encore quelques-uns des outillages originaux, datant du XVIe au  XIXe siècle, ainsi que d'autres ouvrages, tels un autel en sel, des ouvrages de menuiserie etc.
L'ensemble a été rénové en 2009. Après une descente en ascenseur, les visiteurs peuvent ainsi accéder à des salles de traitement, un amphithéâtre, des salles de sport, une grande roue, un minigolf ou encore des pistes de bowling.  
La principale attraction est le lac de la Mina Maria Tereza. Des bateaux peuvent être loués pour visiter ce lac souterrain.
Salina Turda figure sur la liste des monuments historiques du Ministère de la Culture.

## Galerie

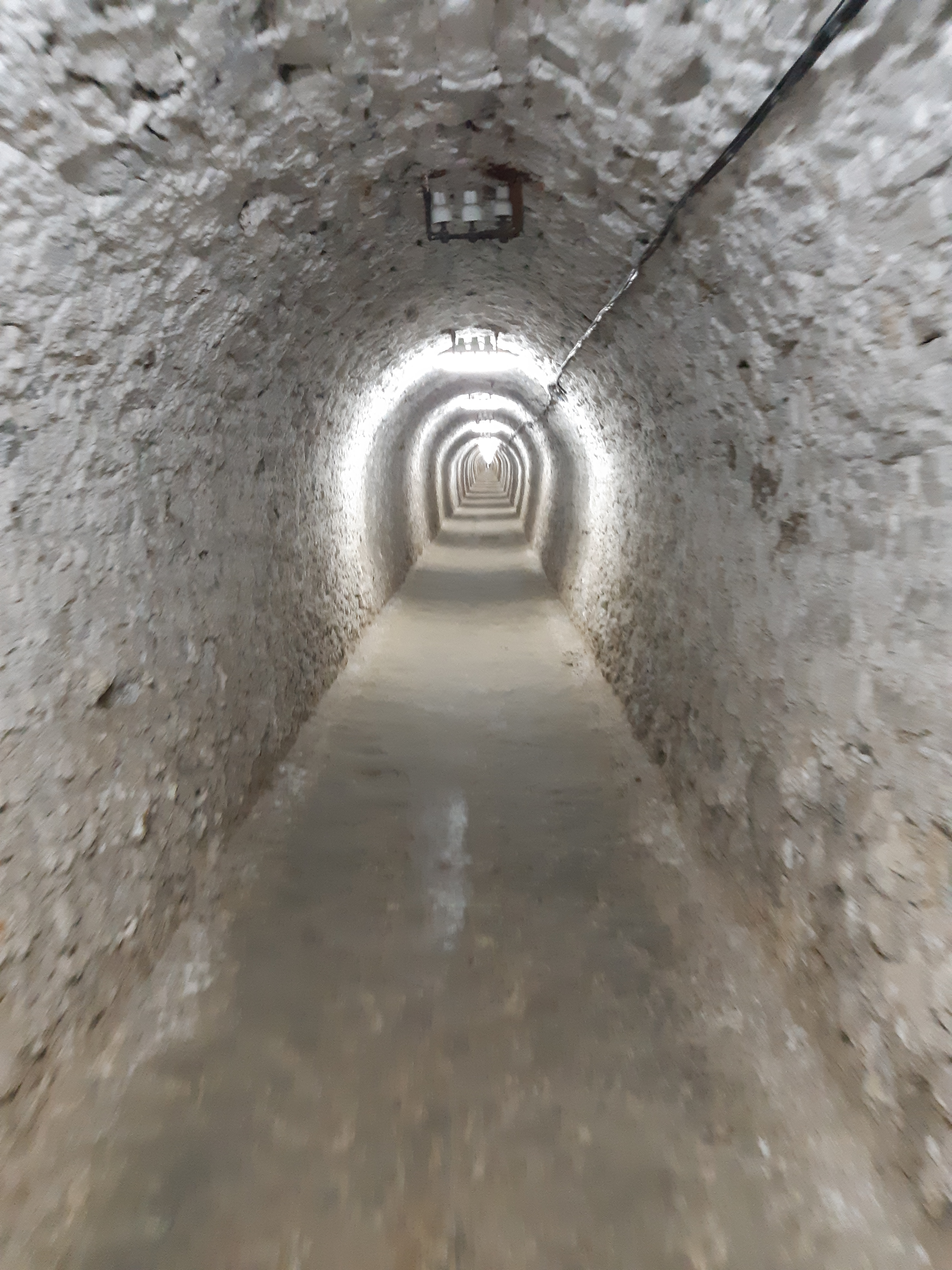
Accès à la mine de sel par un long tunnel.
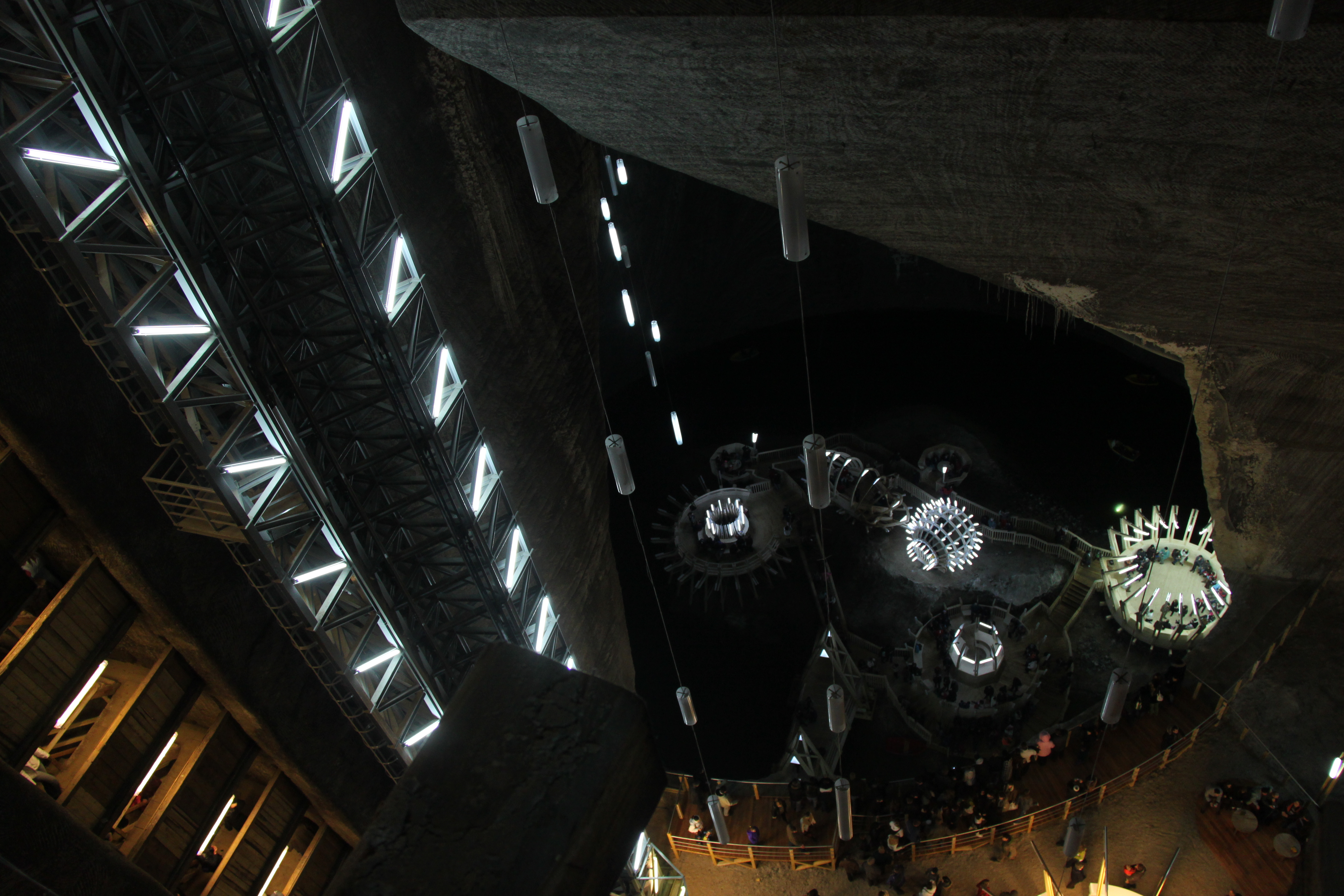
La mine de sel (vue de l'île centrale du lac de la salle Maria Tereza)
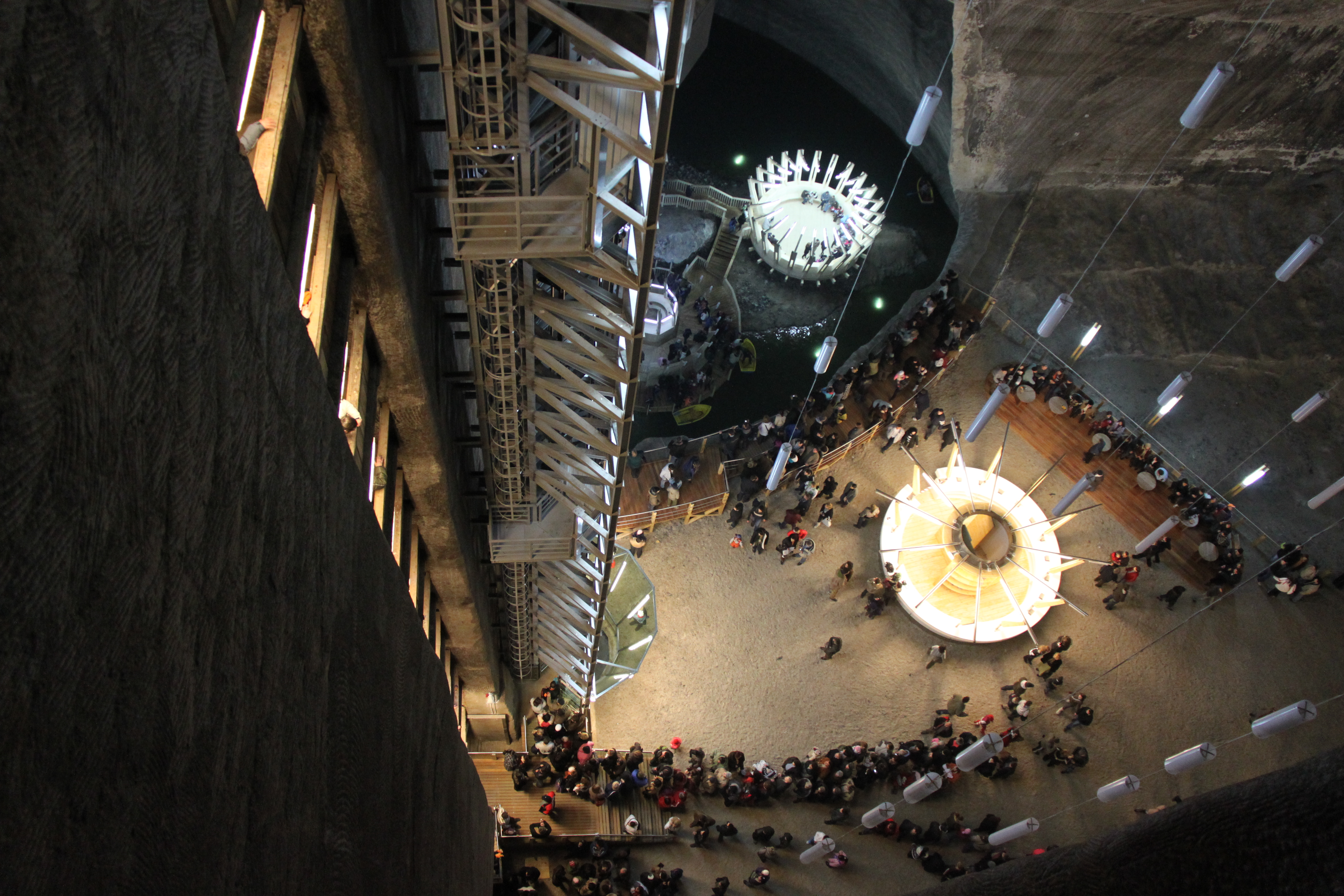
La mine de sel (le lac au fond de la salle Maria Tereza ; un coin de la grande salle Rudolf)
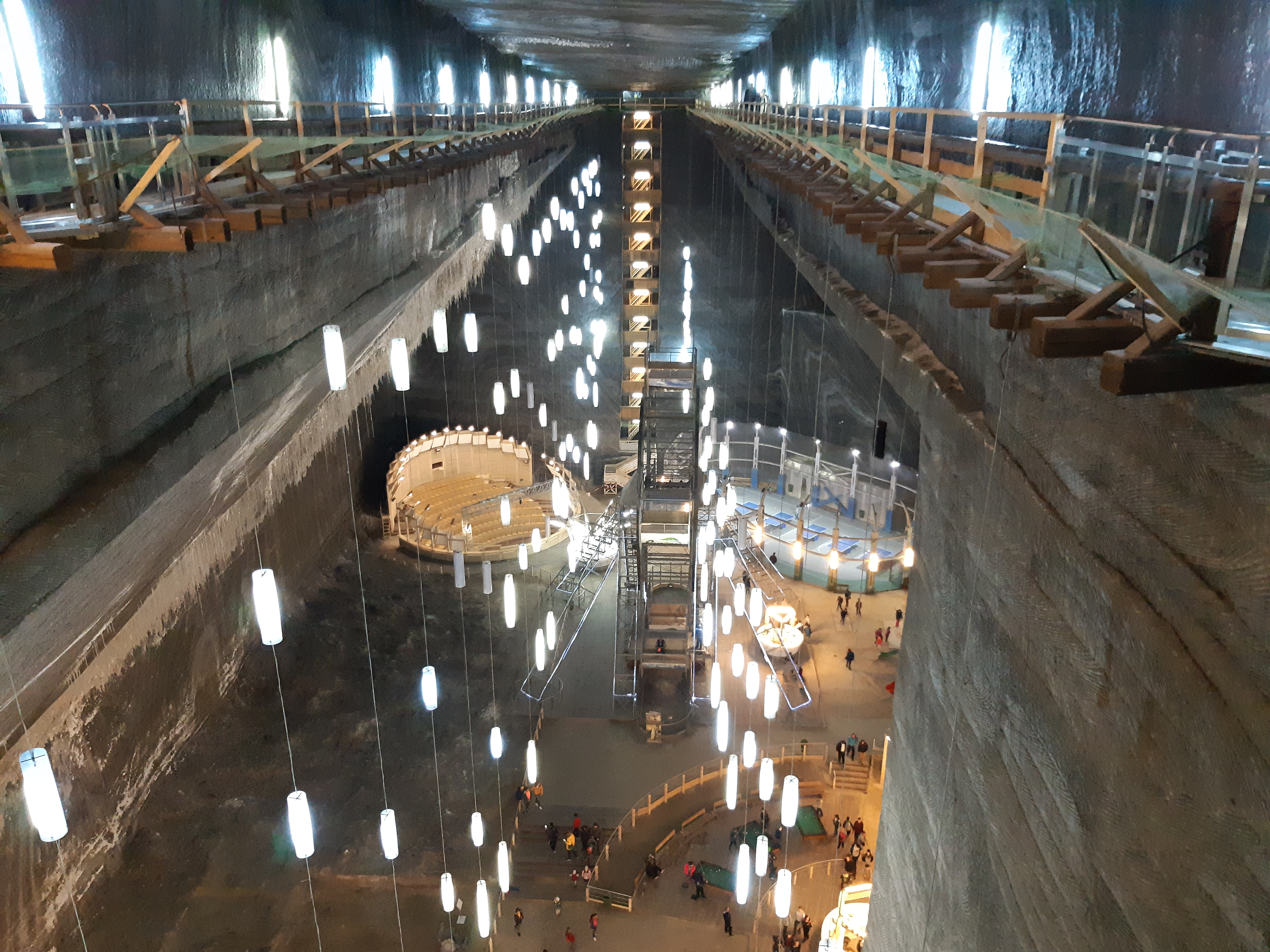
Vue de l'intérieur de la mine de sel de Turda qui compte de nombreuses attractions dans la partie basse.
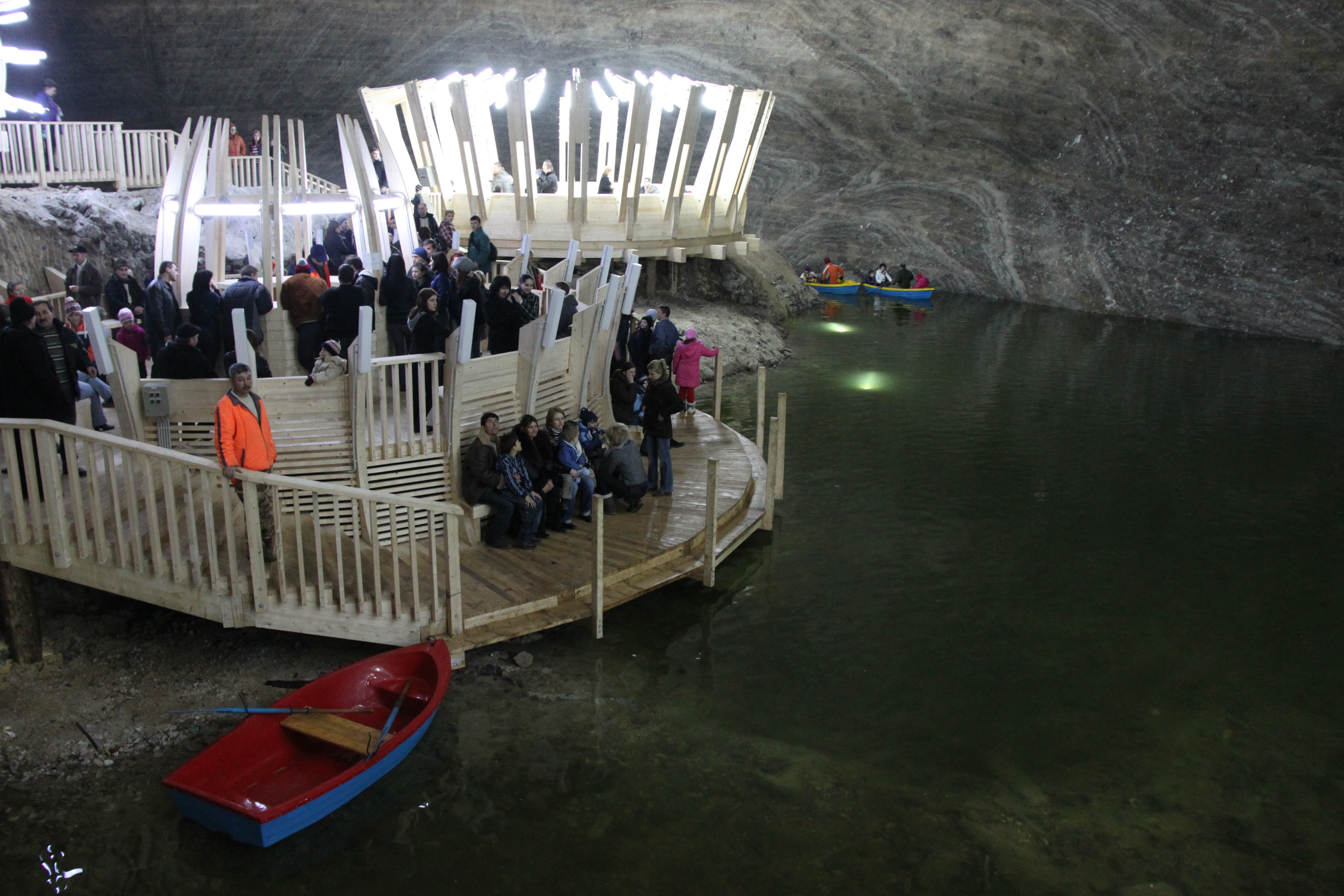
La mine de sel (le lac au fond de la salle Maria Tereza)
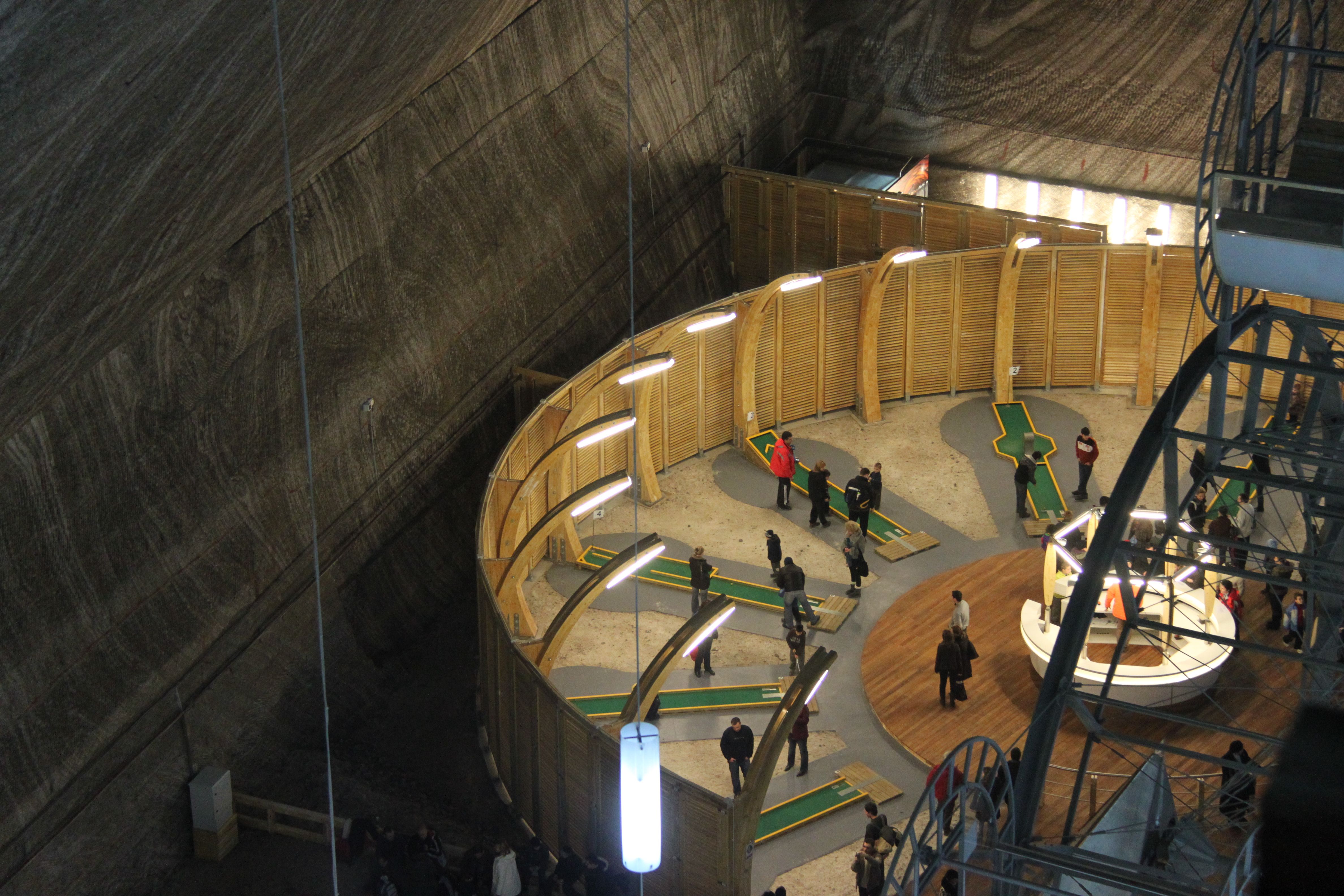
La mine de sel - salle Rudolf